# Бринзеній-Ной
Бринзеній-Ной (рум. Brînzenii Noi) — село у Теленештському районі Молдови. Адміністративний центр однойменної комуни, до складу якої також входить село Бринзеній-Векі.

## Населення
За даними перепису населення 2004 року у селі проживали 943 особи.
Національний склад населення села:
| Національність       | Кількість осіб | Відсоток   |
| -------------------- | -------------- | ---------- |
| молдавани румуни     | 698 9          | 74,0% 1,0% |
| українці             | 207            | 22,0%      |
| росіяни              | 18             | 1,9%       |
| болгари              | 2              | 0,2%       |
| інша / без відповіді | 9              | 1,0%       |
| Всього               | 943            | 100%       |